# Gienah
Gienah eller Gamma Corvi (γ Corvi, förkortat Gamma Crv, γ Crv) som är stjärnans Bayerbeteckning, är en dubbelstjärna belägen i den mellersta delen av stjärnbilden Korpen. Den har en skenbar magnitud på 2,59, är synlig för blotta ögat och den mest ljusstarka stjärnan i stjärnbilden. Baserat på parallaxmätning inom Hipparcosuppdraget på ca 21,2 mas, beräknas den befinna sig på ett avstånd på ca 154 ljusår (ca 47 parsek) från solen.

## Nomenklatur
Gamma Corvi har det traditionella namnet Gienah som kommer från det arabiska, Ulugh Begs الجناح الغراب اليمن al-Janāħ al-Ghirāb al-Yaman, vilket betyder "kråkans högra vinge", även om den på moderna kartor markerar vänstra vingen. Stjärnan Epsilon Cygni hade också detta traditionella namn och Gamma Corvi kallades Gienah Corvi eller Gienah Ghurab för att skilja den från stjärnan i Svanen.
År 2016 organiserade Internationella astronomiska unionen en arbetsgrupp för stjärnnamn (WGSN) med uppgift att katalogisera och standardisera riktiga namn för stjärnor. WGSN fastställde namnet Gienah för primärstjärnan Gamma Corvi A den 6 november 2016 och Aljanah för Epsilon Cygni Aa den 30 juni 2017, vilka nu är inskrivna i IAU:s Catalog of Star Names.

## Egenskaper
Primärstjärnan Gamma Corvi A är en blå till vit jättestjärna av spektralklass B8 III. Den har en massa som är ca 4,2 gånger större än solens och utsänder från dess fotosfär ca 330  gånger mera energi än solen vid en effektiv temperatur på ca 12 000 K.
Spektret för Gamma Corvi A visar ett onormalt överskott av elementen kvicksilver och mangan, vilket gör den till en Mercury-manganstjärna. Det finns emellertid andra element som visar stora överskott eller underskott. Dessa kemiska särdrag i en annars stabil stjärnatmosfär är sannolikt orsakade av separation av elementen genom diffusion och gravitation.
Gamma Corvi A har en bekräftad följeslagare med en massa som är ca 80 procent av solens, och som kan kretsa kring primärstjärnan med en separation på ca 50 AE och en 158-årig omloppsperiod. Fotometri för Gamma Corvi B anger en spektralklass i intervallet K5-M5 V.